# Lacmellea aculeata
Lacmellea aculeata é uma espécie de planta da família Apocynaceae e do gênero Lacmellea.   É encontrada na região amazônica, por exemplo no estado brasileiro do Amapá.

## Taxonomia
O táxon foi descrito oficialmente em 1945 por Joseph Vincent Monachino. 
A espécie havia sido descrita anteriormente sob o basiônimo Zschokkea aculeata por Adolpho Ducke em 1922. 